# Fuente del Ángel Caído
La fuente del Ángel Caído (en espagnol, « fontaine de l'ange déchu ») est un monument situé dans le parc du Retiro à Madrid, capitale de l'Espagne, à l'ancien emplacement de la fabrique royale de porcelaine du Buen Retiro.
Le monument est constitué d'une statue du sculpteur Ricardo Bellver (es) posée sur un piédestal réalisé par Francisco Jareño y Alarcón (es).